# Ковалёв, Александр Евгеньевич
Алекса́ндр Евге́ньевич Ковалёв (13 мая 1980, Москва — 13 июля 2005, Брянская область) — российский футболист, играл на позициях защитника и полузащитника.

## Биография
Воспитанник школы московского «Торпедо». В 2001 году выступал за дублирующий состав «Торпедо-ЗИЛ», став в дебютном для себя сезоне серебряный призёром первенства России среди дублёров. С 2001 по 2003 год сыграл 36 матчей в Премьер-лиге. Второй круг сезона 2003 года играл за саратовский «Сокол», выступавший в Первом дивизионе, в следующем сезоне играл за тольяттинскую «Ладу». Летом 2005 года находился на просмотре в брянском «Динамо» и должен был подписать с клубом контракт.

### Гибель
После полуночи 13 июля 2005 года Александр Ковалёв и его бывший одноклубник по «Торпедо-ЗИЛу» Алексей Мусатов погибли в автокатастрофе. Причиной ДТП, произошедшей на трассе Москва — Киев недалеко от Брянска, стал выбежавший на трассу лось. Сначала животное ударил микроавтобус «Mercedes», который после удара потерял скорость, после этого в него врезался идущий сзади большегруз, который затем и столкнулся по касательной с автомобилем «Chrysler» футболистов, позади которого двигалось несколько больших автомобилей, они также врезались в «Chrysler», некоторые из них опрокинулись. В результате лобового столкновения футболисты погибли на месте.